# Сонячное (Херсонская область)
Сонячное (укр. Сонячне; до 2025 года — Первомайское) — село в Великоалександровской поселковой общине Бериславского района Херсонской области Украины.
Почтовый индекс — 74112. Телефонный код — 5532. Код КОАТУУ — 6520955403.

## Население
Население по переписи 2001 года составляло 306 человек.

### Языковой состав
Родной язык населения по данным переписи 2001 года:
| Язык       | Численность, чел. | Доля     |
| ---------- | ----------------- | -------- |
| Украинский | 290               | 94,77 %  |
| Русский    | 16                | 5,23 %   |
| Итого      | 306               | 100,00 % |

## Происхождение названия
Село было названо в честь праздника весны и труда Первомая, отмечаемого в различных странах 1 мая; в СССР он назывался Международным днём солидарности трудящихся.
На территории Украиской ССР имелись 50 населённых населённых пунктов с названием Першотравневое и 27 — с названием Первомайское.

## Местный совет
74131, Херсонская обл., Великоалександровский р-н, пгт Белая Криница, ул. Ленина, 2